# سامز ولی (اورگن)
سامز ولی (به انگلیسی: Sams Valley) یک منطقهٔ مسکونی در ایالات متحده آمریکا است که در شهرستان جکسون، اورگن واقع شده‌است. سامز ولی ۳۸۸٫۰۲ متر بالاتر از سطح دریا واقع شده‌است.